# Ардабьевское сельское поселение
Ардабьевское сельское поселение — муниципальное образование (сельское поселение) в Касимовском районе Рязанской области.
Административный центр — село Ардабьево.

## Население
| 2010 | 2012 | 2013 | 2014 | 2015 | 2016 | 2017 |
| ---- | ---- | ---- | ---- | ---- | ---- | ---- |
| 590  | ↘581 | ↘563 | ↘541 | ↘530 | ↘522 | ↘518 |
| 2018 | 2019 | 2020 | 2021 |      |      |      |
| ↘501 | ↘488 | ↘470 | ↗512 |      |      |      |

## Состав поселения
| № | Населённый пункт | Тип населённого пункта       | Население |
| - | ---------------- | ---------------------------- | --------- |
| 1 | Ардабьево        | село, административный центр | 539       |
| 2 | Жуково           | деревня                      | 16        |
| 3 | Николаевка       | деревня                      | 20        |
| 4 | Свищево          | село                         | 15        |

## История
Ардабьевское сельское поселение образовано в 2004 году из Ардабьевского сельского округа.